# 李憺
李憺（810年代—9世纪），唐朝皇子，是唐宪宗李纯第十五子，生母不详。
从其兄唐宣宗李忱生年推断，当在810年后。其父唐宪宗在820年逝世。长庆元年（821年），李憺被兄长唐穆宗封为衡王，李憺去世之年不详。李憺长子李涉，晋平郡王。